# Реадмиссия
Реадми́ссия (англ. to readmit — принимать назад) — согласие государства на обратный прием своих граждан (а также, в некоторых случаях, иностранцев, прежде находившихся или проживавших в этом государстве), которые подлежат депортации из другого государства.
Отказ от реадмиссии своих граждан — сознательная политика некоторых государств, стремящихся к увеличению своей диаспоры за рубежом. Посольства таких государств отказываются выдавать своим депортируемым гражданам паспорта или свидетельства на возвращение. Ещё более проблематичным является возврат в страну иностранцев — транзитных мигрантов.
Механизм принуждения государств к реадмиссии — двусторонние и многосторонние соглашения. Их заключение — один из приоритетов миграционной политики Евросоюза. Так, заключение соглашения о реадмиссии Россия-ЕС в 2006 году явилось одним из условий облегчения визового режима на двусторонней основе, а первое подобное соглашение России (с Литвой) было условием заключения договора об упрощённом порядке транзита в Калининградскую область. Россия, в свою очередь, также стремится к заключению таких соглашений с государствами-основными поставщиками нелегальных мигрантов в Россию и транзитных мигрантов — в Евросоюз.